# Herpestes lemanensis
Herpestes lemanensis — вимерлий вид ссавців з родини Мангустові (Herpestidae), який був знайдений у третинних відкладеннях у Франції та описаний Огюстом Помелем у 1853 році. За розміром його тіло дорівнює Viverra zibetha, але його зуби нагадують зуби Urva edwardsii.